# Quốc kỳ Maldives

Tỷ lệ: 2:3

Quốc kỳ Maldives có ba màu đỏ, lục và trắng. Nền cờ là hình chữ nhật màu đỏ, ở trong là hình chữ nhật màu xanh lục. Chính giữa hình chữ nhật màu xanh lục là hình trăng lưỡi liềm. Màu đỏ trên cờ tượng trưng cho máu của các anh hùng dân tộc đã hy sinh cho chủ quyền và độc lập của đất nước, màu xanh lục trên cờ tượng trưng cho sự sống, tiến bộ và phồn vinh, màu trắng trên cờ tượng trưng cho hoà bình, an ninh và niềm tin của nhân dân vào đạo Hồi. Năm 1116, khi tại đây thành lập một vương quốc, vị vua sáng lập đã lấy đạo Hồi làm quốc giáo, quốc kỳ lúc bấy giờ được chọn là một lá cờ đỏ. Năm 1900, Maldives quyết định thêm hình chữ nhật màu lục lên lá cờ đỏ, đồng thời thêm hình trăng lưỡi liềm màu trắng nền màu xanh lục. Ngày 11/11/1968, Cộng hoà Maldives được thành lập, quyết định tiếp tục sử dụng lá quốc kỳ năm 1900.